# Antimonselite
L'antimonselite è un minerale.